# Chenille

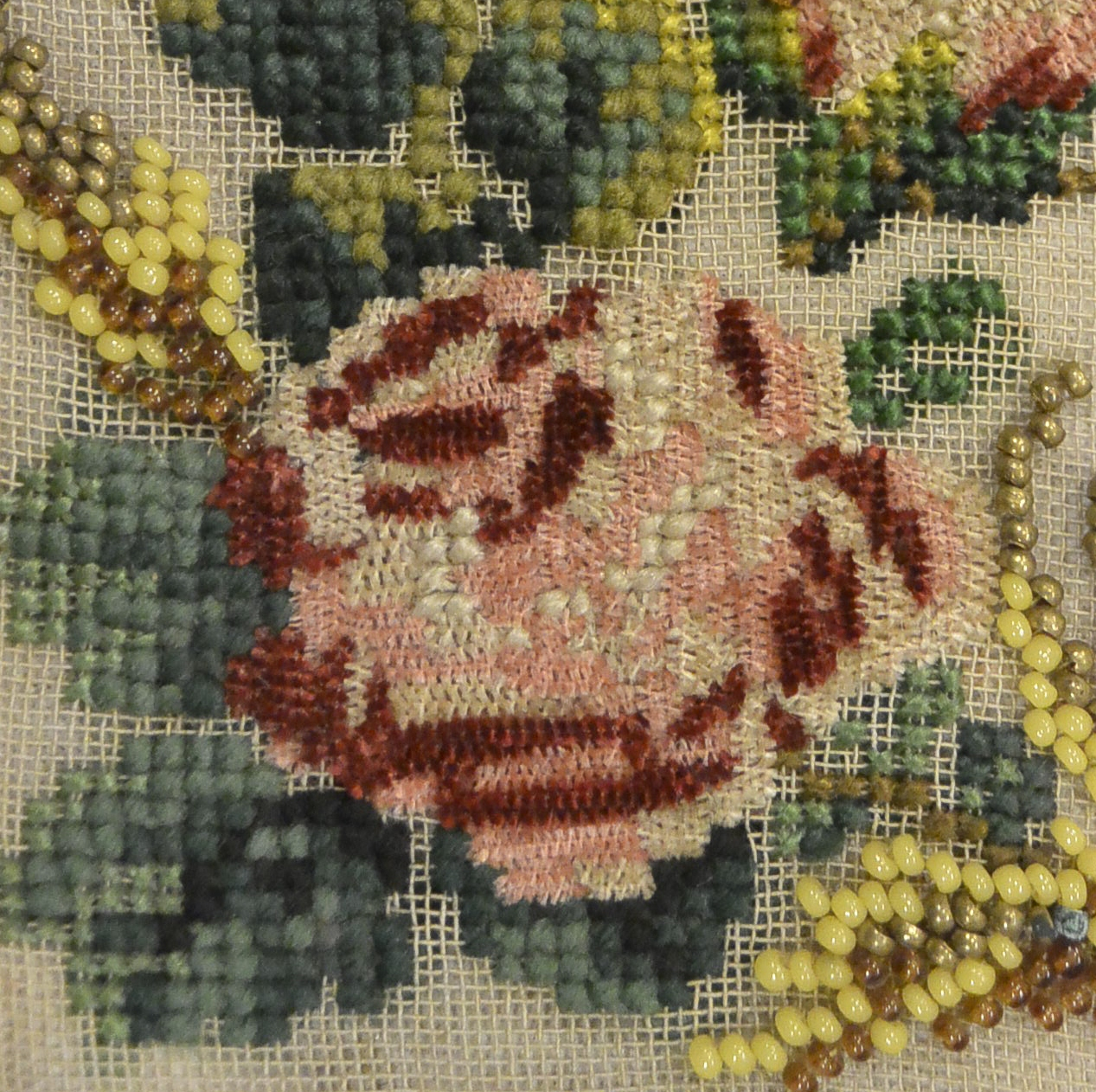
Detail van een stola uit de 19de eeuw, de roos geborduurd met plat-chenille.

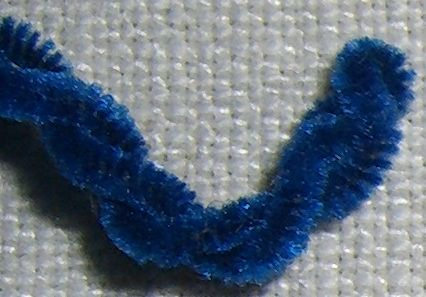
Modern chenillegaren.

Chenille is een term die zowel verwijst naar een soort garen als naar een stof die gemaakt is van dit garen. De naam komt van het Franse woord voor rups, waar het garen uiterlijk op lijkt. 

## Techniek
Er bestaan twee technieken om chenillegaren te vervaardigen.
Bij de eerste techniek, die waarschijnlijk in de 18de eeuw werd ontwikkeld, wordt een in effenbinding geweven stof in de lengte doorgesneden. De ketting van dit weefsel bestaat uit gegroepeerde kettingdraden (4 of 6), waartussen een ruime afstand wordt aangehouden. Na het weven wordt de inslag tussen deze groepjes doorgesneden. Wat je dan overhoudt zijn zeer smalle strookjes met uitstekende draadeinden van de inslag, die opgeborsteld worden. Men onderscheidt plat-chenille en rond-chenille. De laatste soort  wordt verkregen door plat-chenille meer of minder te torderen.
Bij de tweede techniek, voor het eerst industrieel toegepast in 1918 door Emil Meißner uit Zeitz, worden twee verschillende draden gebruikt. Een dunne draad wordt omwonden met een dikke, zacht gesponnen draad. Na het twijnen wordt deze dikke draad over de lengte van het garen doorgesneden, waardoor de draadeindjes uit gaan staan, het zogenaamde haar. Pas vanaf de jaren 1970 werd deze techniek dominant. Met de oprichting van de Chenille International Manufacturers Association (CIMA) in de jaren 1990 werden industriële productiestandaarden voor dit garen vastgelegd.
Tegenwoordig worden niet meer alleen natuurlijke grondstoffen gebruikt, als katoen of linnen voor de ketting en wol of zijde voor de inslag, maar ook kunstgarens zoals  kunstzijde en  acryl.

## Gebruik
In de 18de en 19de eeuw werd chenillegaren vooral gebruikt voor borduurwerk. Tegenwoordig wordt het vooral voor geweven en gebreide stoffen gebruikt. Plat-chenille, waarvan de draadeinden naar een kant worden gestoomd, wordt gebruikt voor het weven van Axminster- of chenilletapijten.